# 西南西の虹
『西南西の虹』（せいなんせいのにじ）は、cinema staffの通算3枚目、メジャー2枚目のシングル。2013年2月20日に、ポニーキャニオンからリリースされた。

## 概要
前作「into the green」から、約9ヶ月ぶり、またシングルとしては「水平線は夜動く」から、約2年1ヶ月ぶりのリリースである。また、「小さな食卓」と同時発売である。また2222枚限定の、完全限定生産シングルである。
表題曲「西南西の虹」のミュージック・ビデオは、ライブ風の映像となっている。この映像は、ファンからエキストラを募って、2012年12月26日に、東京都内某所で撮影された。
ジャケット写真は、LOSTAGEの五味岳久が、本作と「小さな食卓」の両方を手掛けている。

## 収録曲
（全作詞：三島想平、作曲・編曲：cinema staff）
1. 西南西の虹 [2:48]
アグレッシブな、攻撃的な楽曲[3]。
2. A.R.D [3:00]
男らしくを意識した、重みを置きつつ、疾走感のある楽曲に仕上がっている[3]。
3. 発端 [2:46]
アコースティックアレンジの楽曲[3][4]。
4. いらないもの [4:33]